# Úžice, Kutná Hora
Úžice là một làng thuộc huyện Kutná Hora, vùng Středočeský, Cộng hòa Séc.